# Hobbythek

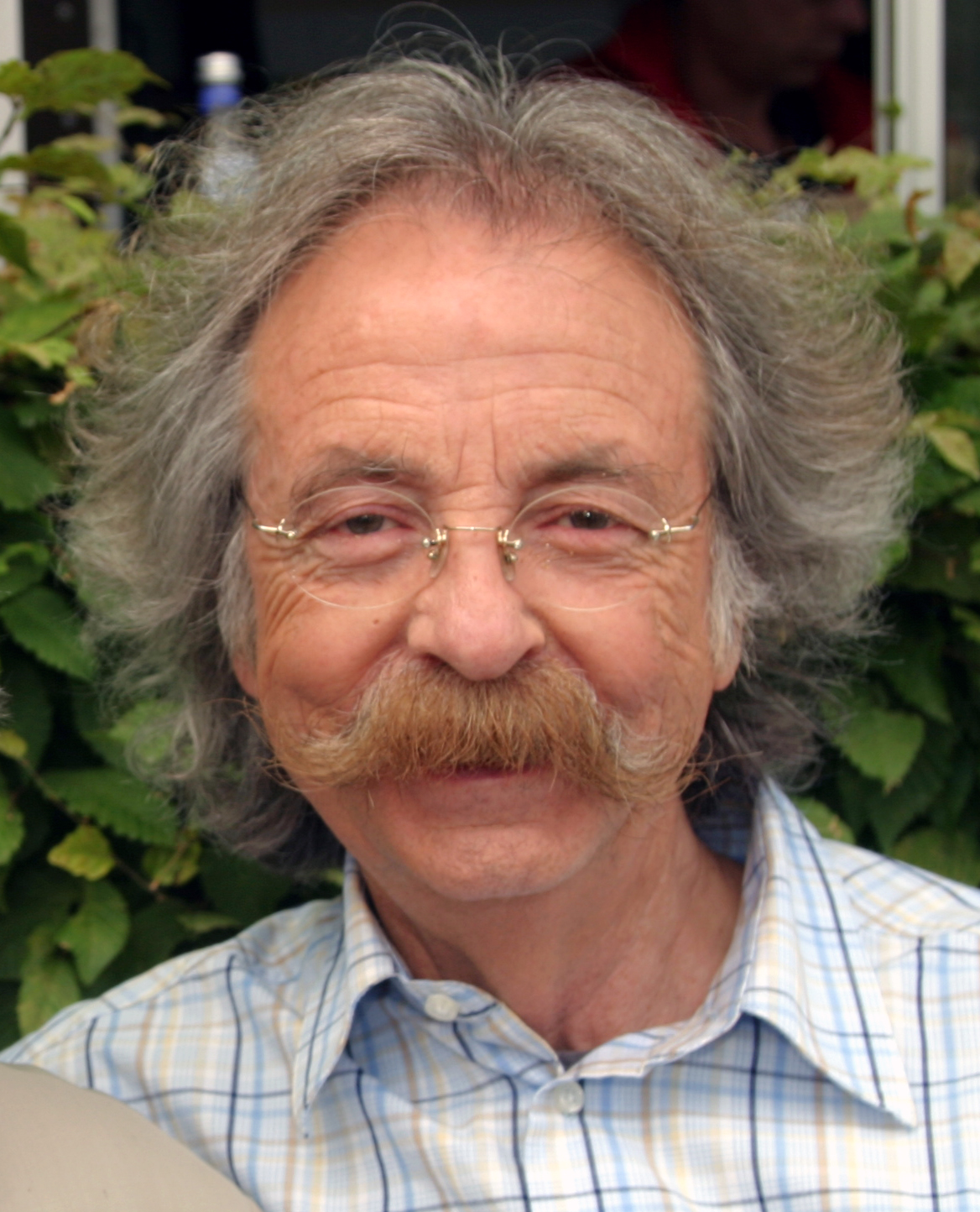
Hobbythek-Moderator Jean Pütz

Die Hobbythek war eine regelmäßig in monatlichen Abständen erscheinende Sendung zu wechselnden Themen aus dem Bereich Wissenschaft im Alltag, die im Wesentlichen vom WDR von 1974 bis 2004 produziert wurde. Das Sendungskonzept war dem Do-it-yourself-Gedanken verpflichtet. Die Sendung wurde in vielen Dritten Programmen in Deutschland ausgestrahlt. Neben den 266 vom WDR produzierten Sendungen wurden von 1976 bis 1988 47 Sendungen vom NDR, von 1978 bis 1993 37 Sendungen vom BR und von 1995 bis 1996 drei Sendungen vom ORB produziert.

## Moderation
Bekanntester Moderator der 345 Sendungen war Jean Pütz, zusammen mit wechselnden Co-Moderatoren. Miterfinder und Co-Moderator von 1974 bis 1981 war Wolfgang Back, der später die Fernsehsendung Computerclub leitete. Häufig war als Co-Moderatorin die Diplom-Agraringenieurin Sabine Fricke beteiligt.
In den letzten Produktionsjahren war der österreichische TV- und Radio-Koch Marco Krainer speziell dafür zuständig, in den Sendungen eigens entwickelte Rezepte von verschiedensten Themenbereichen zu präsentieren.
Aus der Sendereihe stammt der Ausdruck

„Ich hab da mal was vorbereitet.“

## Geschichte
Zu jeder Sendung erschien ein kostenloser Hobbytipp, den man sich per Post zuschicken lassen oder später via Internet herunterladen konnte. Zu umfangreicheren Themen sind 37 Hobbythek-Bücher erschienen. Jean Pütz betreibt einen Onlineshop für Hobbythek-Produkte und vertreibt dort auch die Hobbythek-Bücher.

## Themen
Das thematische Spektrum war sehr weit gefasst und reichte von typischen Hobby-Themen (wie Fotografie, Spielen und Mikroskopie) über Gartenthemen, Bastelthemen (wie Töpfern und Textilgestaltung), handwerklichen Themen (wie Korbflechten und Autoreparatur), physikalischen und chemischen Experimenten, Elektronik-Basteleien bis hin zu kulinarischen Themen (wie dem Backen von eigenem Brot, dem Bierbrauen und selbstgemachten Weinen). Während anfänglich überwiegend handwerkliche Themen angesprochen wurden, verlagerte sich später der Schwerpunkt auf Themen, die im alltäglichen Leben eine Rolle spielen, wie die Herstellung eigener Reinigungsprodukte oder Körperpflegeprodukte. In den Sendungen wurden viele fachliche und praktische Informationen präsentiert, die ein gesundes und umweltfreundliches Leben ermöglichen sollten.
Durch einige Themen wurde die Hobbythek bekannt, denn für viele Sendungen wurden Forschungen betrieben, um das alltägliche Leben zu verbessern. Bekannt wurde zum Beispiel ein Waschmittel-Baukasten-System, das es ermöglicht, auf Fertigwaschmittel aus dem Handel zu verzichten. Dazu wurde eine gezielte Suche nach Wirkstoffen betrieben, die sowohl gut wirken als auch umweltschonend und biologisch abbaubar sind.
Auch gab es zahlreiche Rezepte zur Herstellung von Körperpflege-Produkten. Hier wurden viele Inhaltsstoffe von käuflichen Produkten, die Nebenwirkungen haben, durch alternative Bestandteile ersetzt. Ebenfalls bekannt sind die Frusips, eine Abkürzung für Fruchtsirup. Sie enthalten neben Fruchtkonzentraten nur Fruchtzucker, aber keinen raffinierten Zucker, der aus Saccharose besteht. Erhältlich waren die „Hobbythek-Produkte“ zuerst nur in wenigen spezialisierten Geschäften und Apotheken, später aber zunehmend auch in speziellen Ladenketten, beispielsweise bei Spinnrad.
Philosophie der Hobbythek war es auch immer, dass die Mitarbeiter aus ihren Entwicklungen keine weiteren Profite gezogen haben. So wurden Entwicklungen und Erfindungen Firmen immer kostenlos zur Verfügung gestellt, die sie produzieren und verkaufen wollten. Voraussetzung für die Verwendung der von der Hobbythek eingeführten Namen ist die Einhaltung der Hobbythek-Rezepte, die in der Sendung und den Hobbythek-Büchern vorgestellt wurden.

## Bildschirmrätsel
Über viele Jahre war das sogenannte Bildschirmrätsel fester Bestandteil der Sendung. Dabei bewegte sich ein Kreuz vor einem blauen Hintergrund und die Zuschauer sollten mit einem abwaschbaren Stift auf der Bildschirmoberfläche ihres Fernsehgeräts folgen. Dabei ergaben sich dann Figuren, die im Stil eines Rebus interpretiert werden sollten. Die Lösung konnte dann an die Sendung geschickt werden und unter den richtigen Einsendungen wurden dann die Gewinner ausgelost. Dieses Konzept war möglich, da die früheren Röhrenfernseher in der Regel Bildschirme aus Glas hatten, wo sich solche Verschmutzungen relativ leicht abwischen ließen. In einem Interview hat Wolfgang Back berichtet, dass einige Zuschauer Fernseher hatten, wo der Bildschirm mit Folien beschichtet war, die durch das Bildschirmrätsel ruiniert wurden. Bei heutigen Flachbild-Fernsehern ist es generell nicht mehr möglich, die Bildschirme zu beschreiben bzw. wieder von diesen Beschriftungen zu reinigen.

## Einstellung der Sendung im Jahre 2004
Die Einstellung der Hobbythek-Sendungen erfolgte 2004 durch den damals für den Wissenschaftszweig des WDR verantwortlichen Redakteur Ranga Yogeshwar, und zwar gegen den Widerstand von Jean Pütz. Pütz hätte es gern gesehen, wenn nach seinem Ausscheiden beim WDR die Sendung Hobbythek in Form einer erweiterten Show mit einem geeigneten Moderator weiter fortgesetzt worden wäre. Doch Yogeshwar und die jüngere Wissenschaftsredaktion lehnten dies ab, weil das Konzept der Sendung ihrer Ansicht nach nicht mehr zu einem quotenstärkeren „Infotainment“ passe. Pütz äußerte sich am 20. März 2004 in einem WZ-Interview enttäuscht darüber, dass gerade Yogeshwar, der von ihm gefördert wurde, ihm nun Steine in den Weg lege und ihm verboten habe, Bücher und Rezepte unter dem Markennamen „Hobbythek“ zu vermarkten.

## Episodenliste
Siehe Hobbythek/Episodenliste